# Ester 5

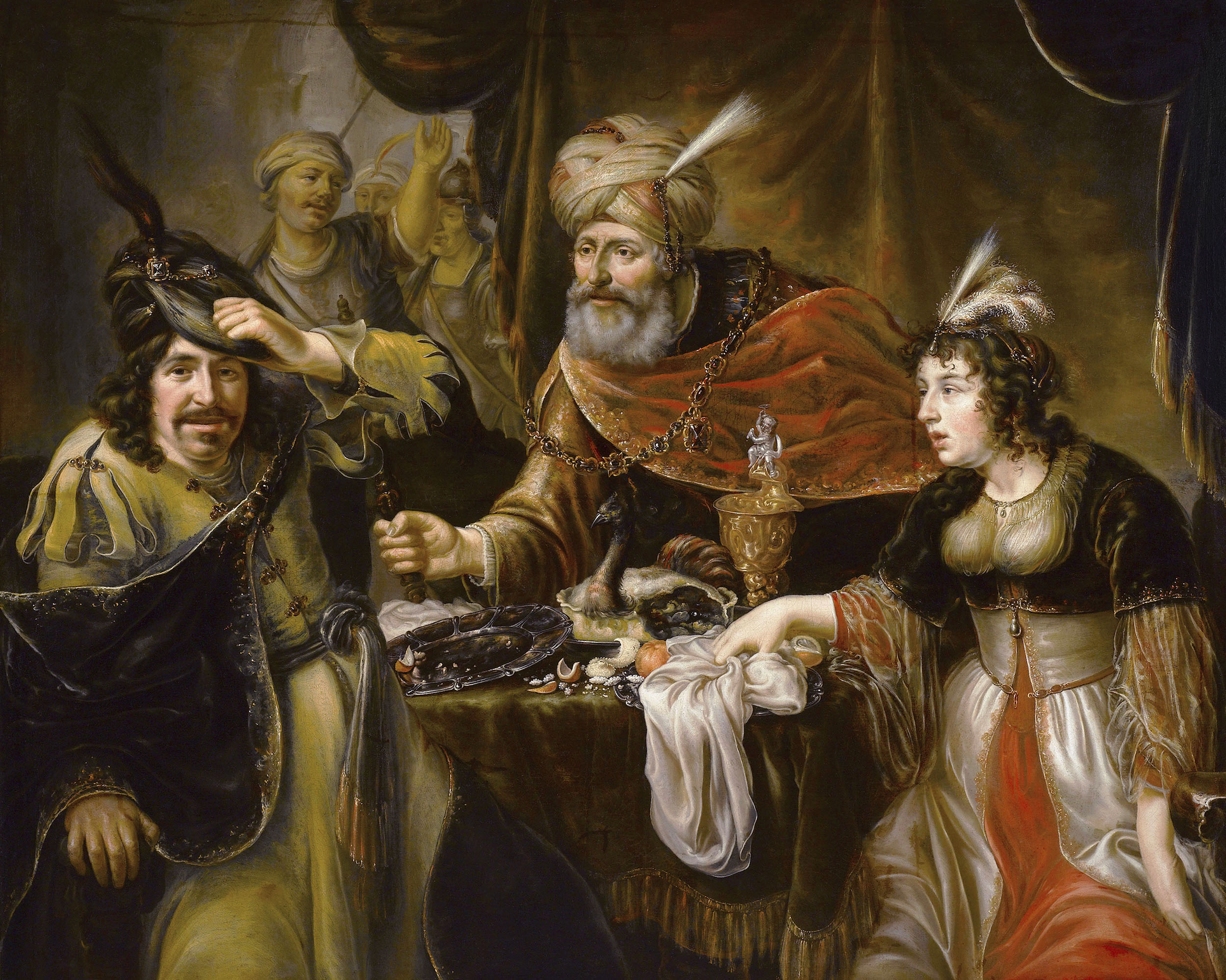
La fiesta de Ester, de Johannes Spilberg el Joven.

Esther 5 es el quinto capítulo del Libro de Ester en la Biblia hebrea o el Antiguo Testamento de la Biblia cristiana , Se desconoce el autor del libro y los estudiosos modernos han establecido que la etapa final del texto en hebreo se habría formado en el siglo II a. C. Los capítulos 3 a 8 contienen las nueve escenas que conforman la trama del libro. Este capítulo narra que el arriesgado comportamiento de Ester al presentarse sin haber sido invitada ante el rey Asuero es ricamente recompensado, ya que el rey le ofrece generosamente todo lo que desee, «incluso la mitad de mi reino» (5:3), pero Ester, astutamente, no pide nada más que la oportunidad de entretener a su marido y a su jefe, Amán. Ambos hombres quedaron encantados con su hospitalidad, pero cuando el rey le ofrece de nuevo la mitad del imperio, esta vez ella solo pide un segundo banquete. Aunque Amán estaba feliz de haber sido agasajado por la reina, se sintió profundamente afligido cuando Mardoqueo se negó una vez más a inclinarse ante él. La esposa de Amán, Zeres, le aconsejó que erigiera una horca monumental destinada a Mardoqueo, y solo entonces Amán se sintió feliz de nuevo al esperar el segundo banquete de Ester.

## Texto
Este capítulo fue escrito originalmente en lengua hebrea y desde el siglo XVI se divide en 14 versículos.

### Testimonios textuales
Algunos manuscritos antiguos que contienen el texto de este capítulo en hebreo pertenecen al Texto masorético, que incluye el Codex Leningradensis (1008).
También existe una traducción al griego koiné conocida como la Septuaginta, realizada en los últimos siglos a. C. Los manuscritos antiguos que se conservan de la versión Septuaginta incluyen el Codex Vaticanus (B; {\displaystyle {\mathfrak {G}}}B; siglo IV), el Codex Sinaiticus (S; BHK: {\displaystyle {\mathfrak {G}}}S; siglo IV) y el Codex Alexandrinus (A; {\displaystyle {\mathfrak {G}}}A; siglo V).

## La primera audiencia de Ester con el rey y su resultado (5:1–8)

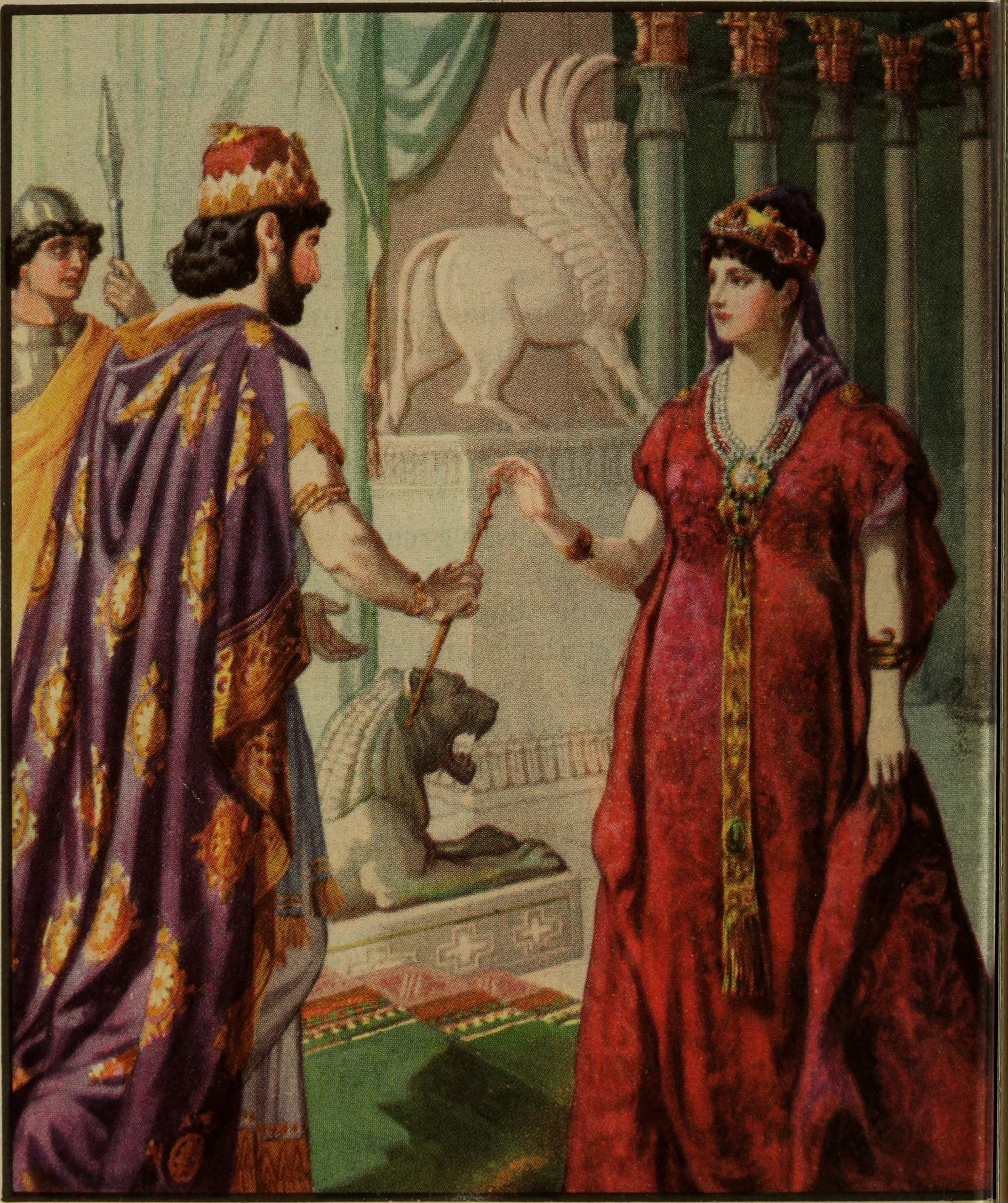
«Ester ante el rey». “'Manual básico de la Biblia, Antiguo Testamento, para uso en el departamento de primaria de las escuelas dominicales”' (1919).

Esta sección narra la primera audiencia no solicitada de Ester ante el rey Asuero.
Ester tuvo éxito inmediato en su estrategia: el rey extendió su cetro en señal de clemencia y le prometió concederle cualquier deseo, hasta la mitad de su reino. Sin embargo, no aprovechó esta oportunidad para evitar el decreto de genocidio y, en su lugar, invitó al rey y a Amán a una cena. Este acto demuestra la habilidad de Ester como sabia cortesana, ya que la petición, aparentemente sencilla, le proporciona varias ventajas para lograr su objetivo:
1. El rey se verá obligado a mostrar cortesía, lo que aumentará las posibilidades de que acceda a su petición.
2. El rey y Amán se encontrarán en territorio de Ester, en lugar de en la corte, dominada por los hombres.[10]

### Versículo 1

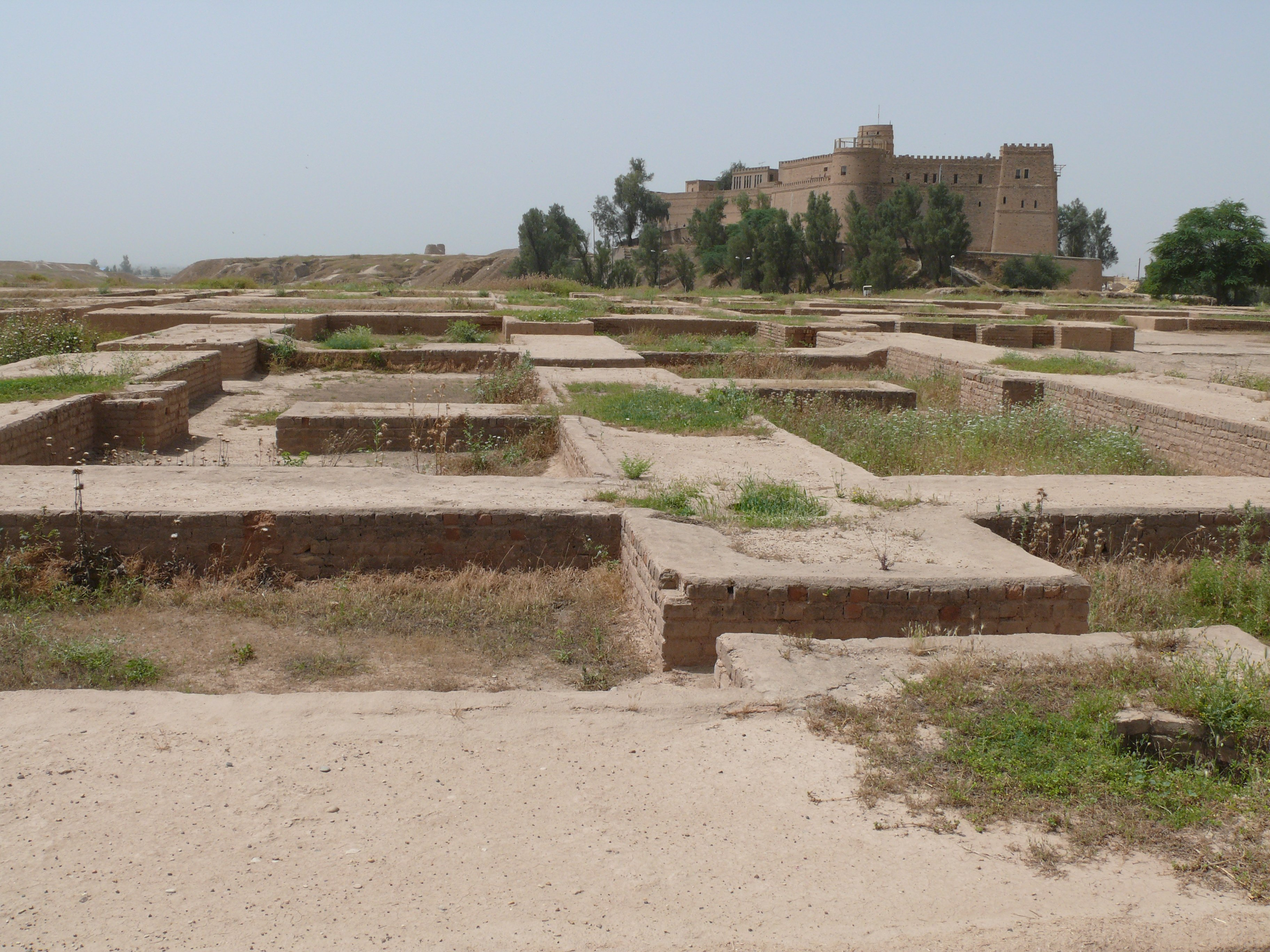
Apartamentos privados del rey persa en la parte central del palacio (atrás: Castillo del arqueólogo Jacques de Morgan), Susa, Irán (2007).

Y al tercer día, Ester se vistió con sus ropas reales y se presentó en el patio interior de la casa del rey, frente a la casa del rey, y el rey estaba sentado en su trono real en la casa real, frente a la puerta de la casa.”'
- «La casa del rey» (KJV): en hebreo: «la casa del rey»; esta expresión se utiliza dos veces en este versículo: la primera para describir «el complejo palaciego más grande que se ve» («el patio interior»; NASB, NKJV, NRSV: «el palacio del rey»), mientras que la segunda vez se refiere «específicamente a los aposentos desde donde gobernaba el rey» (NASB: «las habitaciones del rey»; NIV, NLT: «el salón del rey»).[12] Esta disposición del palacio de Susa está atestiguada por excavaciones arqueológicas.[13]

### Versículo 3
Y el rey le dijo: «¿Qué es, reina Ester? ¿Qué es lo que pides? Te lo daré, hasta la mitad de mi reino».
- «¿Qué hay?» (ESV, NAB, NIV, NRSV): del hebreo: «qué hay para ti».[15]

### Versículo 4
Entonces Ester respondió: «Si le place al rey, que el rey y Amán vengan hoy al banquete que he preparado para él.»
- «Si le place al rey»: En hebreo: «Si le parece bien al rey».[17]
- «Que el rey y Amán vengan hoy»: Está registrado en la Masorah (notas al pie del texto de la Biblia en hebreo) de al menos tres manuscritos antiguos,[18] y señalado al menos ya en el siglo XIII por Bachya ben Asher, que el nombre divino de Dios, YHWH, está presente en cuatro versículos del Libro de Ester, pero está deliberadamente oculto mediante el estilo literario de los acrósticos, formados por los caracteres iniciales o finales de palabras consecutivas y contiguas del texto.[19] Una de estas apariciones se encuentra en el versículo 5:4 (otras se encuentran en  Ester 1:20; 5:13; Ester 7:7), con el nombre divino escrito con las letras iniciales en «mayúsculas» (más grandes que el resto) y escritas hacia adelante (leyéndose de derecha a izquierda),[19] El significado de las letras iniciales está relacionado con la interpretación de que en este evento «Dios está “'iniciando Su acción”'»,[20] haciendo que Ester diera el primer paso que la llevó a un gran final,[18] y la posición hacia adelante se debe a que aquí «Dios gobierna activamente, subrayando su iniciativa y su interposición directa».[21]

### Versículo 5
Amán también dijo: «Ni siquiera la reina Ester ha permitido que nadie más que yo vaya con el rey al banquete que ella ha preparado; y mañana también estoy invitado por ella junto con el rey.
| Dirección de lectura   | Orden de las palabras | Orden de las palabras | Orden de las palabras | Orden de las palabras |
| ---------------------- | --------------------- | --------------------- | --------------------- | --------------------- |
| De derecha a izquierda | 4                     | 3                     | 2                     | 1                     |
| En hebreo              | יוםה                  | המןו                  | מלךה                  | בואי                  |
| De izquierda a derecha | 1                     | 2                     | 3                     | 4                     |
| Transliteración        | Yā-ḇō-w               | Ha-me-leḵ             | Wə-hā-mān             | Ha-yōm                |
| Inglés                 | Que venga             | el rey                | y Amán                | hoy                   |

## Amán se enfurece aún más contra Mardoqueo (5:9-14)
Esta perícopa muestra que Amán es un enemigo peligroso que estaba constantemente lleno de ira por haber sido derrotado por su inferior, Mardoqueo, por lo que planeó masacrar a toda la población judía para apaciguar su propio sentimiento de inferioridad. Amán no disfrutaría de todos sus honores mientras hubiera un solo judío que no le mostrara el respeto habitual que él deseaba. Sus amigos comprendieron que Amán no solo quería matar a Mardoqueo, sino también humillarlo públicamente, por lo que sugirieron que se levantaran altas horcas para Mardoqueo con el fin de apaciguar a Amán. No obstante, la continua rebeldía de Mardoqueo contra Amán es «enigmática», ya que la mantuvo a pesar de saber que su acción ponía a los judíos en grave peligro de muerte.

### Versículo 13
[Amán dijo:] «Pero todo esto no me sirve de nada, mientras vea a Mardoqueo, el judío, sentado a la puerta del rey».
- «Esto no me sirve de nada»: Como se describe en Ester 5:4, el nombre divino de Dios, YHWH, está presente en cuatro versículos del Libro de Esther, pero está deliberadamente oculto mediante el estilo literario de los acrósticos, formados por los caracteres iniciales o finales de palabras consecutivas y contiguas del texto.[18][19] Una de estas apariciones se encuentra en el versículo 5:13 (otras se encuentran en Ester 1:20, Ester 5:4; Ester 7:7), con el nombre divino escrito con las últimas letras en «mayúsculas» (más grandes que el resto) pero escritas al revés (leyéndose de izquierda a derecha),[19] El significado de las letras finales se debe a que en este evento «se acercaba el fin de Amán»,[20] ya que su alegría en el primer banquete de Ester (Esther 5:9) sería el último,[18] y la posición al revés se debe a que aquí Dios está «dando la vuelta» al consejo de Amán «para llevar a cabo sus propósitos eternos», así como a que es pronunciada por un no judío (Amán) que «instiga la crisis que debe revertirse».[21]

| Dirección de lectura   | Orden de las palabras | Orden de las palabras | Orden de las palabras | Orden de las palabras |
| ---------------------- | --------------------- | --------------------- | --------------------- | --------------------- |
| De derecha a izquierda | 4                     | 3                     | 2                     | 1                     |
| En hebreo              | יל                    | השו                   | ואיננ                 | הז                    |
| De izquierda a derecha | 1                     | 2                     | 3                     | 4                     |
| Transliteración        | zeH                   | ’ê-nen-nū(W)          | šō-we'H”              | lî(“”'Y)              |
| Inglés                 | Esto                  | nada                  | me sirve              | a mí                  |

### Versículo 14
Entonces su mujer Zeres y todos sus amigos le dijeron: «Haz un patíbulo de cincuenta codos de altura, y por la mañana sugiere al rey que cuelguen en él a Mardoqueo; luego ve alegre con el rey al banquete.
Y la cosa agradó a Amán, y mandó hacer el patíbulo.
- «Patíbulo»: Lit. «árbol» o «madera».[28]
- «Cincuenta codos»: unos 22 metros.[29]

## Comentarios

### De la Iglesia católica

#### A los versículos 1-14
La fuente del sueño de Mardoqueo, que creció hasta convertirse en un gran río desbordado, simboliza a Ester. Favorecida por Dios y elevada hasta el palacio real, llegó el momento de que su acción bienhechora se desplegara plenamente, apoyada en la oración propia y en la intercesión de su pueblo. A diferencia de otros añadidos griegos, este pasaje no solo complementa el texto hebreo, sino que lo integra y lo desarrolla con mayor dramatismo, lo que explica la repetición de la escena según la tradición de la Neovulgata.
La clave del relato está en la afirmación de que Dios transformó en dulzura el ánimo del rey, mostrando así que la intervención divina es la respuesta directa a la plegaria de Ester. San Agustín, al relacionar este pasaje con las palabras de la reina en 4,17gg, subraya la eficacia de la oración como fuerza capaz de mover los corazones humanos conforme a la voluntad de Dios.

¿Para qué habría dirigido esta oración a Dios, si Dios no moviera la voluntad en el corazón de los hombres? Pero podría ser que esta mujer hubiese orado en vano. Veamos si se trató de una vana aspiración de quien oraba, y por eso no tuvo efecto su petición. Pues resulta que se dirigió hacia el rey. No nos extenderemos: puesto que, impulsada por tan gran necesidad, se presentó ante él al margen de lo previsto, él la miró, como está escrito, como un toro enfurecido. La reina se llenó de miedo y se demudó su semblante y apoyó su delicada cabeza sobre quien la precedía. Y el Señor lo cambió, y transformó su indignación en dulzura. Para qué recordar lo que sigue, pues la Escritura testifica que Dios cumplió lo que ella le había pedido moviendo la voluntad en el corazón del rey, de modo que dio orden de que se hiciera lo que la reina le había pedido.

## Lectura adicional
- Bush, Frederic W. (2018). Ruth-Esther. Word Biblical Commentary 9. Zondervan Academic. ISBN 978-0310588283.
- McConville, J. G. (1985). Ezra, Nehemiah, and Esther. The Daily Study Bible: Old Testament. Westminster John Knox Press. ISBN 978-0664245832. Consultado el October 28, 2019.